# Kavkazskije miněralnyje vody

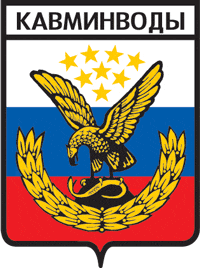
Znak regionu

Kavkazskije miněralnyje vody (rusky Кавказские Минеральные Воды; doslova "Kavkazské minerální vody"; zkráceně KMV – rus. KMB, také KavMinVody / Kavminvody, Kavmingruppa – Кавминводы, Кавмингруппа) je skupina lázeňských středisek v Stavropolském kraji. Zahrnuje města Jessentuki, Železnovodsk, Kislovodsk, Pjatigorsk a Miněralnyje Vody. Nachází se na Stavropolské vysočině a severních svazích Velkého Kavkazu.
Nachází se zde celkem více než 130 minerálních pramenů a velké zásoby léčivého jílovitého bahna (Tambukanské jezero). Celá oblast je známá již od roku 1803 a patří k nejstarším lázeňským místům v Rusku.
Oficiální dějiny KavMinVody začaly 24. dubna 1803, kdy bylo podepsáno prohlášení Alexandra I. "O přiznání státního významu Kavkazských minerálních vod a potřebě jejich využívání". Regionálním centrem KMV je město Jessentuki. V minulosti mělo toto postavení město Pjatigorsk. Významné mezinárodní letiště se nachází ve městě Miněralnyje Vody.